# Eric Palm
Eric James Palm (* 26. Mai 1987 in Rockford, Illinois) ist ein ehemaliger US-amerikanischer Basketballspieler.

## Laufbahn
Der aus Machesney Park (Bundesstaat Illinois) stammende Palm spielte von 2005 bis 2009 für die Hochschulmannschaft der McKendree University in der NAIA. 2007/08 und 2008/09 wurde er jeweils unter die besten zehn Spieler der NAIA-Saison gewählt. Den besten Punkteschnitt seiner Unizeit verbuchte der ausgewiesene Distanzwerfer im Spieljahr 2008/09, als 20,6 Zähler je Begegnung erzielte. Während seiner vier Jahre an der in der Stadt Lebanon gelegenen McKendree University erzielte er insgesamt 2066 Punkte und stand damit auf dem fünften Platz der ewigen Korbjägerliste, als er die Hochschule 2009 verließ. 2008 und 2009 wurde er als Spieler des Jahres der „American Midwest Conference“ ausgezeichnet.
Palm spielte anschließend erst in der US-Liga IBL und wechselte zur Saison 2010/11 zum isländischen Zweitligisten Thor Thorl in der Stadt Torlákshöfn. Dort erzielte er 23,2 Punkte im Schnitt und verhalf der Mannschaft zum Aufstieg in die erste Liga. Es folgten weitere Stationen in Island bei Thor AK und IR Reykjavík. Bei beiden Mannschaften tat er sich ebenfalls als sicherer Punktelieferant hervor.
Im Spieljahr 2013/14 stand Palm beim deutschen Zweitligisten BV Chemnitz 99 auf dem Feld und erzielte dort 15,8 Punkte im Schnitt. In der Saison 2014/15 gewann er mit den Gießen 46ers den Meistertitel in der 2. Bundesliga ProA. Zu diesem Erfolg trug der US-Amerikaner in 38 Spielen im Mittel 10,2 Punkte bei. Mit 70 getroffenen „Dreiern“ war er Gießens bester Distanzwerfer während des Meisterjahres. Palm blieb dem Traditionsverein nach dem Wiederaufstieg in die Basketball-Bundesliga treu und wurde während der Saison 2015/16 in 23 Partien der höchsten deutschen Spielklasse eingesetzt (8,1 Punkte im Schnitt).
Es folgten Stationen in der Slowakei, im Kosovo und in Dänemark. Mit den Bakken Bears wurde Palm 2017 dänischer Meister. Zum Gewinn des Titels trug er in 26 Begegnungen im Schnitt 8,3 Punkte bei.
Im November 2017 wurde Palm vom deutschen Zweitligisten USC Heidelberg unter Vertrag genommen. Anfang Oktober 2019 wurde er vom deutschen Drittligisten Dresden Titans verpflichtet, dort spielte er bis zum Ende der Saison 2019/20. Im Sommer 2020 beendete er seine Laufbahn.